# Kim Hyun-kyu
Kim Hyun-kyu (ur. 15 listopada 1988) – południowokoreański zapaśnik walczący w stylu klasycznym. Zajął 26 miejsce w mistrzostwach świata w 2011. Dziewiąty w mistrzostwach Azji w 2011. Dwunasty w Pucharze Świata w 2011 roku.